# 보저우구

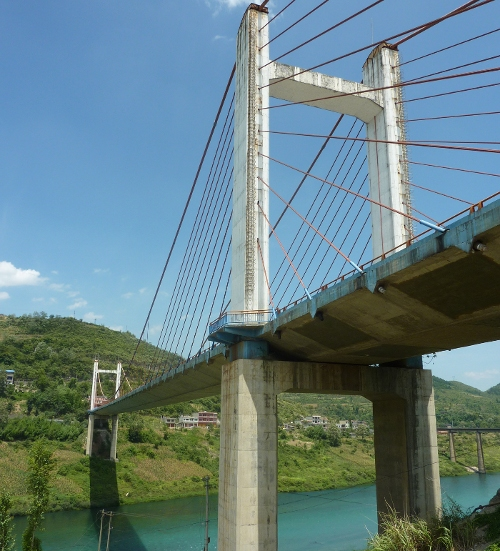

보저우구(한국어: 파주구, 중국어: 播州区, 병음: Bōzhōu Qū)는 중화인민공화국 구이저우성 쭌이 시의 시할구이다. 넓이는 4104km2이고, 인구는 2007년 기준으로 1,180,000명이다.
이전 명칭은 쭌이 현(한국어: 준의현, 중국어: 遵义县, 병음: Zūnyì Xiàn) 이었다. 2016년 쭌이 현의 대부분이 시할구인 보저우 구로 개편되었다.

## 행정 구역
29개 진, 2개 민족향을 관할한다.
- 진: 南白镇, 龙坑镇, 三岔镇, 苟江镇, 三合镇, 乌江镇, 虾子镇, 三渡镇, 新舟镇, 永乐镇, 龙坪镇, 喇叭镇, 团溪镇, 铁厂镇, 西坪镇, 尚稽镇, 茅栗镇, 新民镇, 鸭溪镇, 石板镇, 乐山镇, 枫香镇, 泮水镇, 马蹄镇, 沙湾镇, 松林镇, 毛石镇, 山盆镇, 芝麻镇.
- 민족향: 平正仡佬族乡, 洪关苗族乡.